# Lee Jung-su
Lee Jung-su (ur. 30 listopada 1989 r. w Seulu) – południowokoreański łyżwiarz szybki, dwukrotny mistrz olimpijski, medalista mistrzostw świata juniorów.
Jego największym osiągnięciem są złote medale igrzysk olimpijskich w Vancouver w short tracku na dystansach 1000 i 1500 m. Zdobył również srebro w biegu sztafetowym. Dwukrotny złoty medalista  mistrzostw świata juniorów w sztafecie (2007, 2008) oraz dwukrotny wicemistrz w wieloboju podczas tych zawodów.